# Орлов, Анатолий Николаевич
Анатолий Николаевич Орлов (24 января 1937 — 15 сентября 2019) — советский хоккеист, нападающий, мастер спорта СССР. Выступал за хоккейные клубы «Торпедо» (Горький), СК имени Урицкого (Казань) и «Нефтяник» (Лениногорск). Серебряный призёр чемпионата СССР 1961 года (в составе горьковского «Торпедо»). С конца 1960-х до начала 1980-х годов был старшим тренером хоккейной команды «Нефтяник» (Лениногорск).

## Биография
Анатолий Орлов родился 24 января 1937 года в Горьком (ныне — Нижний Новгород). Рос в многодетной семье — у него было семь братьев и одна сестра. Спортивную карьеру начинал в горьковском футбольном клубе «Торпедо», играл за юношескую сборную Горького по футболу, был её капитаном. В 1955—1957 годах выступал за футбольную команду мастеров «Торпедо» (которая в те годы играла во II зоне класса «Б»), в чемпионате СССР сыграл 21 матч, забил четыре гола.
Зимой 1957/58 годов Анатолий Орлов выступал за одну из горьковских хоккейных команд, боровшихся за кубок производственных коллективов. Вратарём той же команды был Виктор Коноваленко. В 1/16 финала их команда обыграла горьковское «Торпедо» (в основном составленное из ветеранов клуба). В финале, проходившем в Омске, команда, за которую выступал Орлов, победила сборную Московской области и завоевала кубок. После этого начальник хоккейной команды «Торпедо» Серафим Сахаровский предложил Орлову переключиться с футбола на хоккей, и он согласился.
В 1958—1962 годах Анатолий Орлов выступал за горьковское «Торпедо», игравшее в высшей лиге (группе «А») чемпионата СССР. По результатам самого первого сезона, 1958/59 годов, «Торпедо» заняло 9-е место, а Орлов был включён в список «33 лучших хоккеистов чемпионата СССР» — он стал первым хоккеистом горьковской команды, включённым в подобный список, и ему первому из команды было присвоено звание мастера спорта СССР. Поначалу Орлов играл в одном звене с Робертом Сахаровским и Львом Халаичевым, затем — с Анатолием Дубининым и Юрием Потеховым. В октябре 1960 года в составе «Торпедо» Орлов стал победителем турнира на приз газеты «Советский спорт», а в сезоне 1960/61 годов вместе со своей командой завоевал серебряные медали чемпионата СССР. В сезоне 1960/61 годов Орлов забросил 6 шайб в играх чемпионата СССР, а в сезоне 1961/62 годов — 3 шайбы.
В 1962 году Орлов перешёл в СК имени Урицкого (Казань), куда его пригласил тренер Анатолий Муравьёв, договорившись об этом с тренером горьковского «Торпедо» Дмитрием Богиновым. Одной из причин ухода Орлова из горьковского «Торпедо» была тяжёлая травма запястья. В первые годы выступлений за СК имени Урицкого Орлов был одним из двух самых опытных игроков команды, вместе с Владимиром Курбатовым. В сезоне 1962/63 годов СК имени Урицкого дебютировал в высшей лиге (класс «А»), но не смог в ней закрепиться, и на следующий год опять вернулся в класс «Б». За СК имени Урицкого Орлов выступал с 1962 по 1968 год, провёл в чемпионатах СССР 245 матчей и забросил 79 шайб. В частности, в сезоне 1962/63 годов Орлов стал лучшим снайпером и бомбардиром казанской команды, забросив 14 шайб в ворота соперников и набрав 20 очков по системе «гол плюс пас». Всего за время выступлений в чемпионатах СССР, играя за «Торпедо» и СК имени Урицкого, Орлов забросил не менее 30 шайб на уровне высшей лиги (класс «А») и 64 шайб на уровне первой лиги (класс «Б»).
После окончания выступлений за СК имени Урицкого Анатолий Орлов в течение 13 лет работал старшим тренером команды «Нефтяник» из Лениногорска, выступавшей в классе «Б», до 1971 года был играющим тренером. Затем тренировал молодых хоккеистов в детско-юношеской спортивной школе СК имени Урицкого.
Анатолий Орлов скончался 15 сентября 2019 года в Казани.
Ветеран «Торпедо» Валерий Кормаков, выступавший за горьковскую команду в 1957—1971 годах, так писал об Анатолии Орлове: «Замечательный нападающий. Но ему не повезло в „Торпедо“. Его толкнули на борт, и Толя получил тяжелую травму руки. А по окончании сезона 1961/62 он уехал в Казань, где его подлечили, и он стал выступать за СК им. Урицкого. Мне очень жаль, что он не продолжил карьеру в „Торпедо“. Я вообще считаю его самым техничным нападающим в нашей команде. Талант необыкновенный. И, что удивительно, в футбол Толя играл, наверное, даже лучше, чем в хоккей. Так что мог сделать себе карьеру и в другом виде спорта».

## Достижения
- Серебряный призёр чемпионата СССР — 1961[1].
- Победитель турнира на приз газеты «Советский спорт» — 1960[5].